# 산마르코스 데 아리카
산마르코스 데 아리카(San Marcos de Arica)는 칠레에 위치한 아리카를 연고로 하는 축구팀이다. 이 팀은 1978년에 창단하였다.

## 선수 명단

### 현역
참고: FIFA 자격 규정에 따라 소속된 국가대표팀 국기를 표시합니다. 선수는 복수의 FIFA 비회원국 국적을 가지고 있을 수 있습니다.
| 번호 | 포지션 | 국적 | 이름 |
| ---- | ------ | ---- | ---- |

| 번호 | 포지션 | 국적 | 이름 |
| ---- | ------ | ---- | ---- |